# الکساندر سیدونکو
 الکساندر سیدونکو (انگلیسی: Alexandre Sidorenko؛ زادهٔ ۱۸ فوریهٔ ۱۹۸۸) یک تنیس‌باز اهل فرانسه است.